# 洛罗蒙特泽
洛罗蒙特泽（法語：Loromontzey）是法国默尔特-摩泽尔省的一个市镇，属于吕内维尔区（Lunéville）拜翁县（Bayon）。该市镇总面积7.68平方公里，2009年时的人口为85人。

## 人口
洛罗蒙特泽人口变化图示